# Catedral de Todos los Santos (Calabozo)
La Catedral de Todos los Santos o Catedral Metropolitana de Calabozo es una catedral de estilo barroco ubicada en Calabozo, Venezuela. Es una hermosa muestra de lo que son las catedrales barrocas en Venezuela, la cual ha tenido diversas transformaciones a través de los tiempos.

## Historia
La Catedral nace el día de la fundación de Calabozo, el 1° de febrero de 1724, como lo refiere Lucas Guillermo Castillo Lara en su libro sobre la Villa de Todos los Santos de Calabozo: "El padre Cádiz bendijo en nombre de Dios a la tierra que los recibía y a los hombres que la poblaban". Todos a uno proclamaron la voluntad de fundarse en nombre de la Majestad Real; después el Fraile acompañado de los pobladores plantó una sencilla cruz para fijar el sitio de la futura iglesia, trazó a cordel el rectángulo de la plaza, delineó las cuatro primeras calles y distribuyó los doce primero solares, hasta abril de 1729 cuando, en ocasión de la visita del Sr. Obispo Juan José Calatayud, fue construida como tal entre 1754 y 1790 que tardo su construcción. Se comienza la construcción de la Segunda iglesia parroquial, pero fue en el siglo XX cuando se construyó la cúpula con el reloj, actualmente, es icono de la ciudad, y ser una de las más importantes del estado venezolano.
Recibió oficialmente la categoría de catedral el 7 de marzo de 1863.